# Tara anomala
Tara anomala är en spindelart som först beskrevs av Eugen von Keyserling 1882.  Tara anomala ingår i släktet Tara och familjen hoppspindlar. Inga underarter finns listade i Catalogue of Life.